# 14. Flieger-Division
Die 14. Flieger-Division war ein Großverband der Luftwaffe der Wehrmacht im Zweiten Weltkrieg. Sie wurde am 26. Januar 1945 in Bersenbrück aus Teilen des II. Jagdkorps gebildet. Sie war erst dem Luftwaffenkommando West und ab dem 1. April 1945 der Luftflotte Reich unterstellt. Die ihr unterstellten fliegenden Verbände sollten insbesondere die Heeresverbände der Heeresgruppe H der Westfront in den Niederlanden und am Niederrhein unterstützen. Im April 1945, noch vor der bedingungslosen Kapitulation der Wehrmacht wurde sie aufgelöst.

## Divisionskommandeur
| Dienstgrad | Name                 | Datum                          |
| ---------- | -------------------- | ------------------------------ |
| Oberst     | Lothar von Heinemann | 26. Januar 1945 bis April 1945 |

## Unterstellung
| Unterstellung           | von             | bis           |
| ----------------------- | --------------- | ------------- |
| Luftwaffenkommando West | 26. Januar 1945 | 1. April 1945 |
| Luftflotte Reich        | 1. April 1945   | April 1945    |

## Unterstellte Verbände
| Februar 1945 | |
| ------------ | --- |
| Februar 1945 | Flugbereitschaft/14. Flieger-Division; Teile des Kampfgeschwaders 51; Teile des Kampfgeschwaders 53; Teile des Lehrgeschwaders 1; Nachtschlachtgruppe 20 |